# Chiesa di San Rocco (Levanto)
La chiesa di San Rocco è un luogo di culto cattolico situato nel comune di Levanto, in via Matteo Vinzoni, in provincia della Spezia. Il complesso è situato nelle immediate vicinanze dell'ex monastero delle Clarisse, oggi sede del municipio e di altri uffici comunali.

## Storia e descrizione
Originariamente intitolato alla Santissima Trinità fu una chiesa conventuale del vicino complesso monastico delle Clarisse e proprio due grate, nella zona del coro, permetteva alle suore di clausura di assistere alle funzioni religiose senza essere viste dagli altri partecipanti presenti in chiesa.
Nel presbiterio, lievemente sopraelevato, è presente sulla parete di fondo un grande trompe-l'œil tra colonne e angeli e che fungeva originariamente da sfondo all'altare maggiore, pregevole esempio dell'arte di Francesco Maria Schiaffino, in seguito trasferito nella chiesa parrocchiale di Sant'Andrea Apostolo. Sulle pareti laterali, in alto, sono invece conservate quattro dipinti raffiguranti i quattro Evangelisti e datati al XVIII secolo.
Sono altresì conservati un grande crocifisso in legno, usato nelle processioni e anch'esso risalente al Settecento, e una statua lignea del santo titolare della chiesa, conservata in una nicchia del vicino altare nella parete destra, opera scultorea secentesca di scuola genovese. Un'altra raffigurazione (San Rocco) è visibile nell'omonimo dipinto collocato in alto sulla parete di fondo del presbiterio, realizzato nel XIX secolo e il cui sfondo ritrarrebbe l'antico oratorio della confraternita posto nei pressi del convento della Santissima Annunziata.
Altre opere ivi custodite sono un crocifisso in cartapesta dipinta, di scuola napoletana o genovese e realizzato nel Settecento, e una statua della Madonna col Bambino in marmo bianco.
Sul piccolo campanile a vela sono ancora montate le due campane settecentesche che annunciano ogni giorno la funzione mattutina delle ore 9.00.